# Колесников, Сергей Николаевич
Серге́й Никола́евич Коле́сников (1907 — ?) — советский футболист, полузащитник и защитник, тренер.

## Карьера
В футбол начал играть в Сталинграде в 1923 году в команде железнодорожного узла. В 1927—1937 гг. входил в состав сборной Сталинграда. В 1930 году играл в команде совторгслужащих ССТС (бывший «Профинтерн»). Окончил сталинградский техникум физической культуры. В составе клуба «Трактор» в высшей лиге чемпионата СССР провёл 32 матча (забил 2 гола). С июня 1945 года по конец сезона 1946 тренировал сталинградский «Трактор».

## Статистика

### Клубная
| Команда              | Сезон | Чемпионат | Чемпионат | Чемпионат | Кубок | Кубок | Итого | Итого |
| Команда              | Сезон | Уров.     | Игры      | Голы      | Игры  | Голы  | Игры  | Голы  |
| -------------------- | ----- | --------- | --------- | --------- | ----- | ----- | ----- | ----- |
| Дзержинец-СТЗ        | 1936  | IV        | 2*        | 0*        | 3     | 1     | 5*    | 1*    |
| Трактор (Сталинград) | 1937  | IV        | 11        | 1         | 2     | 0*    | 13    | 1*    |
| Трактор (Сталинград) | 1938  | I         | 13        | 0         | 0     | 0     | 13    | 0     |
| Трактор (Сталинград) | 1939  | I         | 16        | 2         | 1     | 0     | 17    | 2     |
| Трактор (Сталинград) | 1940  | I         | 2         | 0         | —     | —     | 2     | 0     |
| Трактор (Сталинград) | Итого | Итого     | 42        | 3         | 3     | 0*    | 45    | 3*    |
| Всего                | Всего | Всего     | 44*       | 3*        | 6     | 1*    | 50*   | 4*    |

Примечание: знаком * отмечены ячейки, данные в которых возможно больше указанных.